# Saša Kajkut
Saša Kajkut (in serbo Саша Кајкут?; Banja Luka, 7 luglio 1984) è un ex calciatore bosniaco, di ruolo attaccante.

## Carriera

### Club
Ha giocato nella massima serie bosniaca, in quella croata, in quella moldava, in quella greca ed in quella di Hong Kong.

### Nazionale
Nel 2009 ha giocato una partita nella nazionale bosniaca.

## Palmarès

### Club

#### Competizioni nazionali
- Supercoppa di Moldavia: 1

Sheriff Tiraspol: 2007
- Campionato moldavo: 1

Sheriff Tiraspol: 2007-2008
- Coppa di Moldavia: 1

Sheriff Tiraspol: 2007-2008